# Catoptria majorellus
Catoptria majorellus là một loài bướm đêm trong họ Crambidae.